# Extra (miniserie televisiva)
Extra è uno sceneggiato televisivo del 1976 per la regia di Daniele D'Anza. Prodotto dalla Rai, venne trasmesso in due puntate per la prima volta il 9 e 16 marzo 1976 sul Programma Nazionale (l'odierna Rai 1).
È un thriller a sfondo ufologico con Vittorio Mezzogiorno incentrato sugli "Uomini in nero" delle teorie del complotto statunitensi, che ricostruisce un caso di rapimento alieno a Pascagoula nel Mississippi avvenuto pochi anni prima, nel 1973. Fu il secondo sceneggiato di argomento fantascientifico diretto da D'Anza per la Rai, dopo ESP del 1973.

## Trama
È la tarda sera dell'11 ottobre 1973; nella piccola località di Pascagoula, nel Mississippi, Charles Hickson e Calvin Parker entrano sconvolti nell'ufficio dello sceriffo, Fred Diamond. I due raccontano di aver visto un disco volante, ammarato improvvisamente al centro del fiume in cui stavano pescando, da cui sarebbero usciti tre individui alti circa un metro e mezzo, con la pelle grinzosa e grigiastra, bocche a fessura, piedi rotondi, braccia lunghe e mani simili alle chele di un granchio. Paralizzati dal terrore, i due uomini sarebbero stati portati all'interno del velivolo ed esaminati brevemente, prima di essere lasciati liberi. Lo sceriffo rimane perplesso ma, conoscendo la buona reputazione dei due uomini, concede loro il beneficio del dubbio. Nel frattempo, accadono fenomeni apparentemente inspiegabili: altre persone dichiarano di aver visto in cielo oggetti luminosi e velocissimi, autoveicoli e televisori si spengono per cause sconosciute.
Una giovane donna, Diana Hyers, è sconvolta per uno strano ed inquietante episodio che le è capitato alcune sere prima: rincasando, il motore dell'automobile si è spento improvvisamente e un sibilo assordante le ha fatto perdere i sensi; inoltre nella sua memoria c'è un vuoto di tre ore. Il marito Tom, agente di polizia, e la sorella Janet, giornalista presso il quotidiano locale, si mostrano increduli. Inoltre Diana Hyers, alla quale è stato diagnosticato un esaurimento nervoso, è avvicinata da un uomo misterioso, Jim Crane, che la invita a non rivelare lo strano incidente capitatole. Janet, per motivi professionali e personali, affronta le autorità militari per indagare sui fenomeni che stanno accadendo e per fare chiarezza sulla reale o presunta esistenza di misteriosi personaggi definiti "uomini in nero", ma gli ufficiali si mostrano reticenti.
Nel frattempo, la vicenda di Hickson e Parker ha attirato a Pascagoula, oltre a numerosi giornalisti, due noti scienziati, i professori James Harder e Josef Allen Hynek, che intendono sottoporre i due uomini ad un esperimento di ipnosi regressiva, per accertare la veridicità delle affermazioni. Il responso degli scienziati conferma l'attendibilità, o almeno la buona fede, dei due testimoni. Il professor Harder afferma: "L'esperienza che hanno vissuto è reale: sotto ipnosi è praticamente impossibile simulare un sentimento di paura così forte". Il professor Hynek è più cauto: "Non ho alcun dubbio che questi uomini abbiano vissuto una reale, terrificante esperienza, del cui carattere fisico non sono peraltro certo". Hickson accetta di sottoporsi alla macchina della verità; il responso indica che il soggetto dice la verità.

## Produzione
L'originale televisivo fu scritto da Lucio Mandarà basandosi su un presunto fatto di cronaca accaduto a Pascagoula, negli Stati Uniti, nell'ottobre del 1973.